# مختار فلاته
مختار عمر عثمان فلاته (مواليد 15 أكتوبر 1987)، هو لاعب كرة قدم سعودي يلعب في مركز الهجوم و لعب سابقاً مع المنتخب السعودي.

## مسيرته المحلية

### الوحدة
بدأ مختار عمر عثمان فلاتة مسيرته المهنية في الوحدة. في موسم 2010-11، لعب مختار 20 مباراة وسجل 6 أهداف.

### الشباب
بعد موسم 2010-11، انتقل مختار إلى الشباب. في موسمه الأول، حقق الشباب لقب الدوري. في هذا الموسم لعب مختار 20 مباراة وسجل 4 أهداف. بدأ الموسم الثاني أقل نجاحا لمختار، حيث كان بديل في أغلب الموسم. خلال هذا الموسم انتقل مختار إلى الاتحاد.

### الاتحاد
بعد انتقال مختار إلى نادي الاتحاد النادي الثالث في مدينة جده بعد كبيرها الاهلي ونادي جده العريق وحقق مع النادي لقب كأس خادم الحرمين الشريفين 2013. كان موسم 2013-14 هو الموسم الأكثر نجاحا لمختار نفسه، حيث احتل المركز الثالث في قائمة الهدافين في الدوري السعودي برصيد 20 هدفاً في 25 مباراة. في عام 2014 لعب مختار أول مباراة دولية له مع المنتخب السعودي.

### الوحدة
عاد مختار إلى الوحدة، وقدم موسم ناجح، حيث سجل فيه 16 هدفاً في 23 مباراة. وبعد هبوط الوحدة غادر مختار الوحدة إلى بطل الدوري آنذاك الهلال.

### الهلال
في 4 يونيو 2017، انتقل إلى زعيم اسيا نادي الهلال ولم يقدم مستويات جيدة بسبب انه لعب مع أندية صغيرة مثل الوحدة والإتحاد . لاكبير في الدوري السعودي الا الزعيم على قول فواز المليغة

### مسيرة اللاعب التالية
وقع مع نادي القادسية مطلع عام 2019 و وقع مع نادي الشعلة مطلع عام 2020 و وقع مع نادي جدة في صيف عام 2020 و وقع مع نادي الطائي في مطلع عام 2021 و وقع مع نادي الجبيل في صيف عام 2021 و وقع مع نادي الهداية في عام 2022 و وقع مع نادي الوادي في عام 2023.

## الإحصائيات

### الأهداف الدولية
قائمة الأهداف والنتائج مع منتخب السعودية الأول.
| # | التاريخ        | المكان                                         | الخصم  | الهدف | النتيجة | المسابقة      |
| - | -------------- | ---------------------------------------------- | ------ | ----- | ------- | ------------- |
| 1 | 7 نوفمبر 2017  |                                                | لاتفيا | 2–0   | 2–0     | ودية          |
| 2 | 22 ديسمبر 2017 | إستاد جابر الأحمد الدولي، مدينة الكويت، الكويت | الكويت | 2–0   | 2–1     | كأس الخليج 23 |

## الإنجازات

### النادي
الشباب
- الدوري السعودي (1): 2011–12

الاتحاد
- كأس خادم الحرمين الشريفين (1): 2013

الهلال
الدوري السعودي (1): 2017–18

## وصلات خارجية
- مختار فلاته على موقع قاعدة بيانات كرة القدم.إي يو (الإنجليزية)
- مختار فلاته على موقع Soccerway.com (الإنجليزية)
- مختار فلاته على موقع كووورة
- مختار فلاته على موقع نادي الهلال